# Першино (Курганская область)
Першино — село в Белозерском районе Курганской области. Административный центр Першинского сельсовета.

## История
До 1917 года центр Тебенякской волости Курганского уезда Тобольской губернии. По данным на 1926 год состояло из 382 хозяйств. В административном отношении являлась центром Першинского сельсовета Белозерского района Курганского округа Уральской области.

## Население
| 1912 | 1926  | 1989 | 2002 | 2010 |
| ---- | ----- | ---- | ---- | ---- |
| 1379 | ↗1611 | ↘726 | ↗732 | ↘638 |

По данным переписи 1926 года в селе проживало 1611 человек (716 мужчин и 895 женщин), в том числе: русские составляли 99 % населения.